# Bugaj (Pobiedziska)
Bugaj ist ein Dorf der Gemeinde Pobiedziska im Powiat Poznański in der Woiwodschaft Großpolen im westlichen Zentral-Polen. Der Ort befindet sich etwa 9 km westlich von Pobiedziska und 16 km nordöstlich der Landeshauptstadt Poznań und gehört zum Schulzenamt Jerzykowo.

## Geschichte
Der Ort gehörte nach der Zweiten Teilung Polens 1793 zum Kreis Schroda und ab 4. Januar 1900 zum Kreis Posen-Ost. Im Jahr 1900 wurde der Ort von Bugai Hauland in Bugaj umbenannt und hatte am 1. Dezember 1910 insgesamt 93 Einwohner.
In den Jahren 1975 bis 1998 gehörte der Ort zur Woiwodschaft Posen.